# Abbazia di San Firmano
L'abbazia di San Firmano è un'abbazia bizantino-romanica, situata nei pressi del fiume Potenza nel comune di Montelupone (in provincia di Macerata). Questa millenaria chiesa conserva tuttora la sua struttura originaria, anche dopo il restauro effettuato nel 2002

## San Firmano Abate

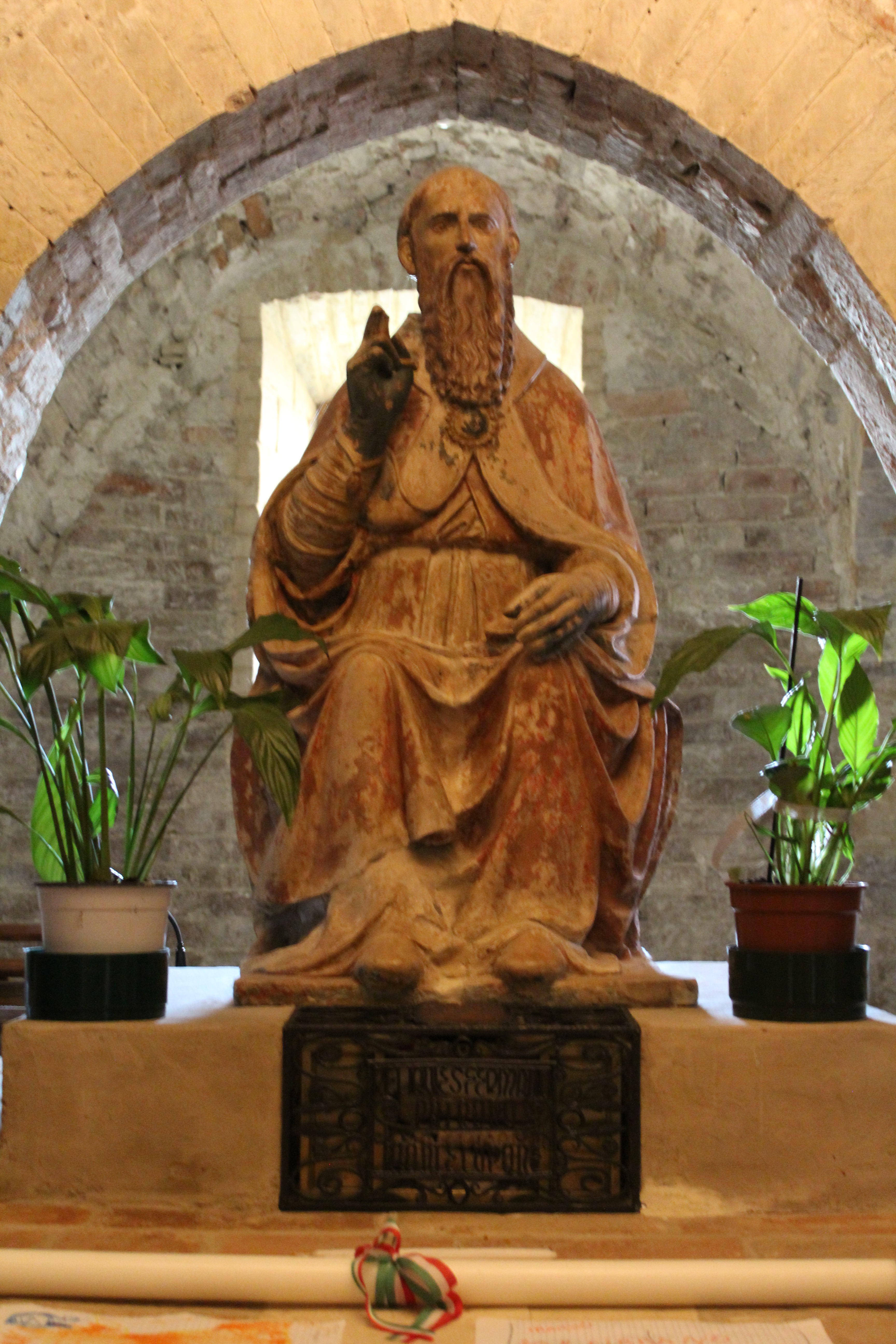
Statua di San Firmano

San Firmano nacque nel 951, probabilmente a Fermo; a 20 anni fu ordinato sacerdote simoniaco e dopo quindici anni abbracciò la regola benedettina. San Firmano, proveniente dal convento di Acquacanina, fu il primo abate del monastero costruito per volere dalla “Pia Signora” dei Conti di Lornano, alla fine del X secolo. Egli, una volta diventato abate, visse in questa chiesa fino alla sua morte, che avvenne l’11 marzo del 992. Anche dopo la scomparsa del santo, i monaci restarono nell'abbazia fino al 1468, provvedendo alla bonifica della vallata paludosa del Potenza.
Sono state scritte diverse biografie sul santo: 
- la prima è "Vita vel miracula beati Firmani confessoris et abbatis", la quale è stata scritta dal Grammaticus Nominatissimus, vissuto insieme all'abate Firmano nella chiesa e monastero. Questa è la più antica e importante biografia di San Firmano ritrovata nella Biblioteca Vallicelliana di Roma nel 1997.
- la seconda è "Vita del Beato Firmano Confessore di Cristo e abate", che è stata scritta in latino dal monaco benedettino Teodorico nel 1002. Questa biografia è stata poi tradotta in italiano e pubblicata nel 1726 a cura del gesuita Girolamo Lagomarsini.

L'inno a San Firmano recita:
"Tu consiglier dei poveri e fra i superbi umile. Sai richiamare gli uomini, sol con la tua virtù. Tu nel dolor formato, dalla tua terra esule servo fedel di Dio, hai scelto povertà. Della purezza specchio, di pace apportatore appiani le discordie, distribuendo amor. Dispensi pur miracoli, in terra come in cielo perchè sei senza macchia, per Cristo il gran Signor. Ti lodan tutti i popoli, per i tuoi immensi meriti! Di Cristo il Servitore, risplende or di fulgor. Proteggi o S. Firmano, il tuo Montelupone tranquillità di spirito, in pace dona ai cor".

## Storia
L'Abbazia di San Firmano è stata all'inizio la casa e il rifugio dei monaci orientali, costretti a fuggire dal territorio dell'Impero durante la persecuzione iconoclasta che si scatenò dal 726 al 843 d.C. Nel 986, l'Abate Firmano si trasferì in quella che era la Chiesa di San Giovanni Evangelista. Successivamente, a causa dei danni prodotti della battaglia tra Guelfi e Ghibellini del 1028, la chiesa venne ricostruita nel 1256. In tale occasione venne ritrovato anche il corpo di San Firmano. 
Per un lungo periodo la chiesa è stata lasciata in un triste stato di abbandono, ma a partire dal 1930, grazie al Vescovo di Recanati Aluigi Cossio, sono stati realizzati alcuni interventi di restauro al tetto, alla Chiesa e alla casa parrocchiale. In seguito, nel 2002 il nuovo soffitto a capriate con travi di larice sostituì il precedente degli anni '30 con travi verniciate. In quest'ultimo intervento è stata anche restaurata la facciata della chiesa, il catino, le tre absidi esterne e una parte dei muri della casa parrocchiale.

## Architettura

### Esterno

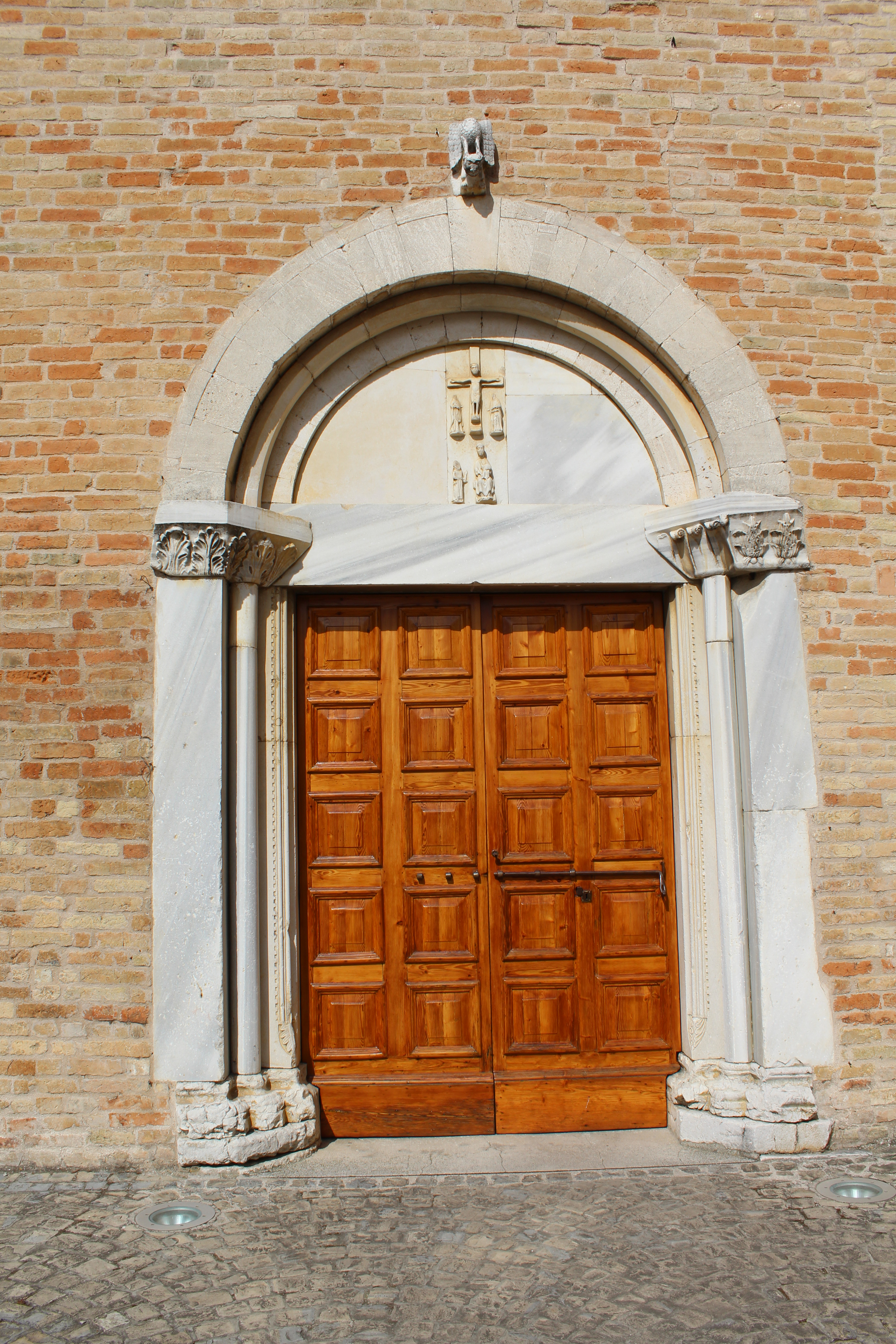
Portale della Chiesa di San Firmano

L'Abbazia di San Firmano si trova tra due edifici e presenta una facciata bizantino-romanica a capanna, la quale è piuttosto modesta in confronto alla maestosità dell'interno. Inoltre il modello architettonico della chiesa è quello della Basilica di Sant'Apollinare in Classe di Ravenna. 
Guardando la facciata di mattoni rossi della chiesa, spicca fin da subito il portale per i suoi marmi bianchi. Esso è formato dagli stipiti che sorreggono i due capitelli: quello di sinistra è composto da cinque foglie di acanto, mentre quello di destra mostra tre spesse foglie che sembrano formare insieme il bocciolo di un fiore di loto (tra i germogli e le foglie sembra si affacci una testa di serpente). Da entrambi i capitelli sono ricavati gli abachi su cui poggiano conci di pietra che vanno a formare l'arco a tutto sesto. All'interno di quest'ultimo è custodita la lunetta vuota con il suo altorilievo. Infine le 2 colonnine che sorreggono i capitelli sono una tonda e l'altra eptagonale.

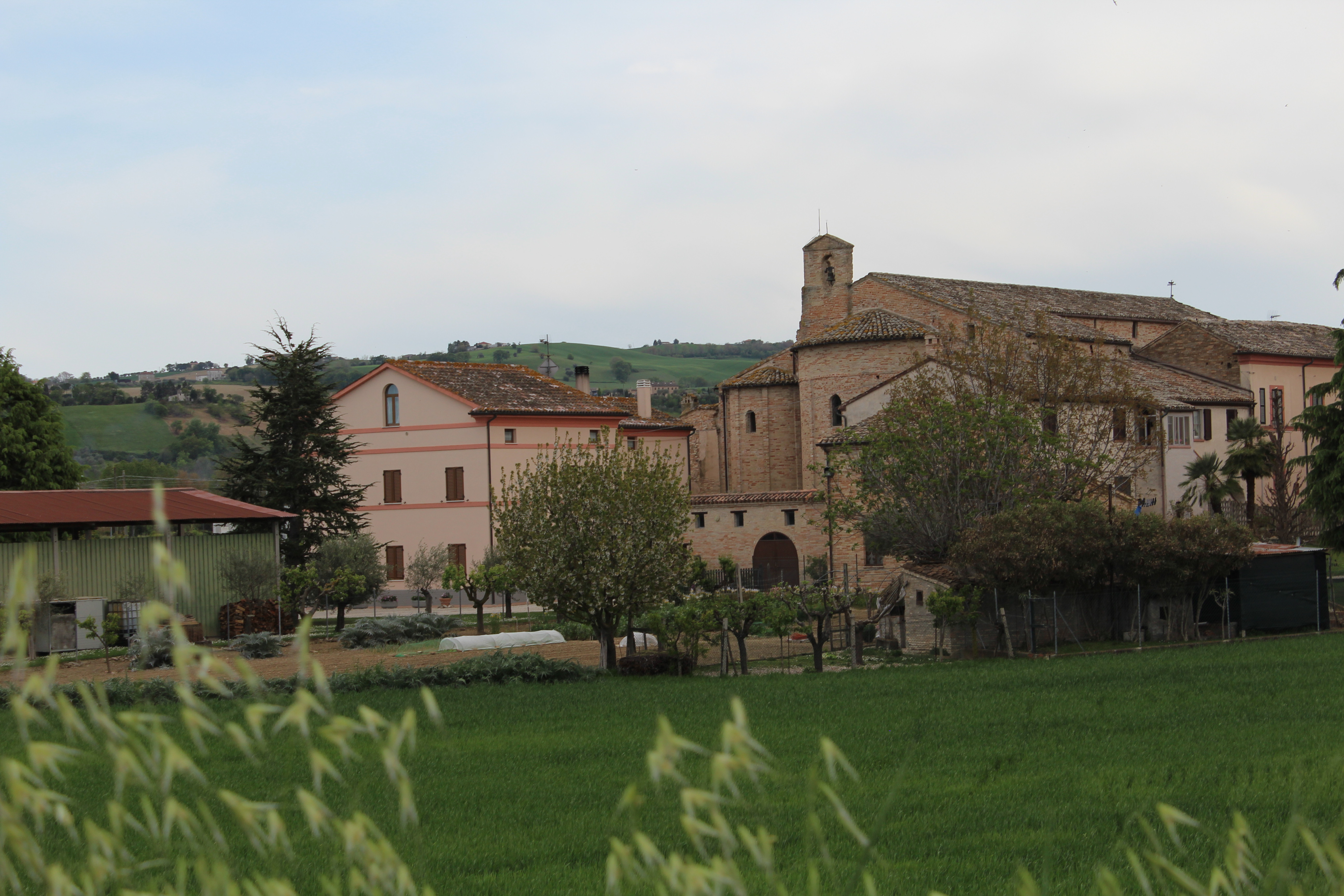
Veduta posteriore della Chiesa di San Firmano

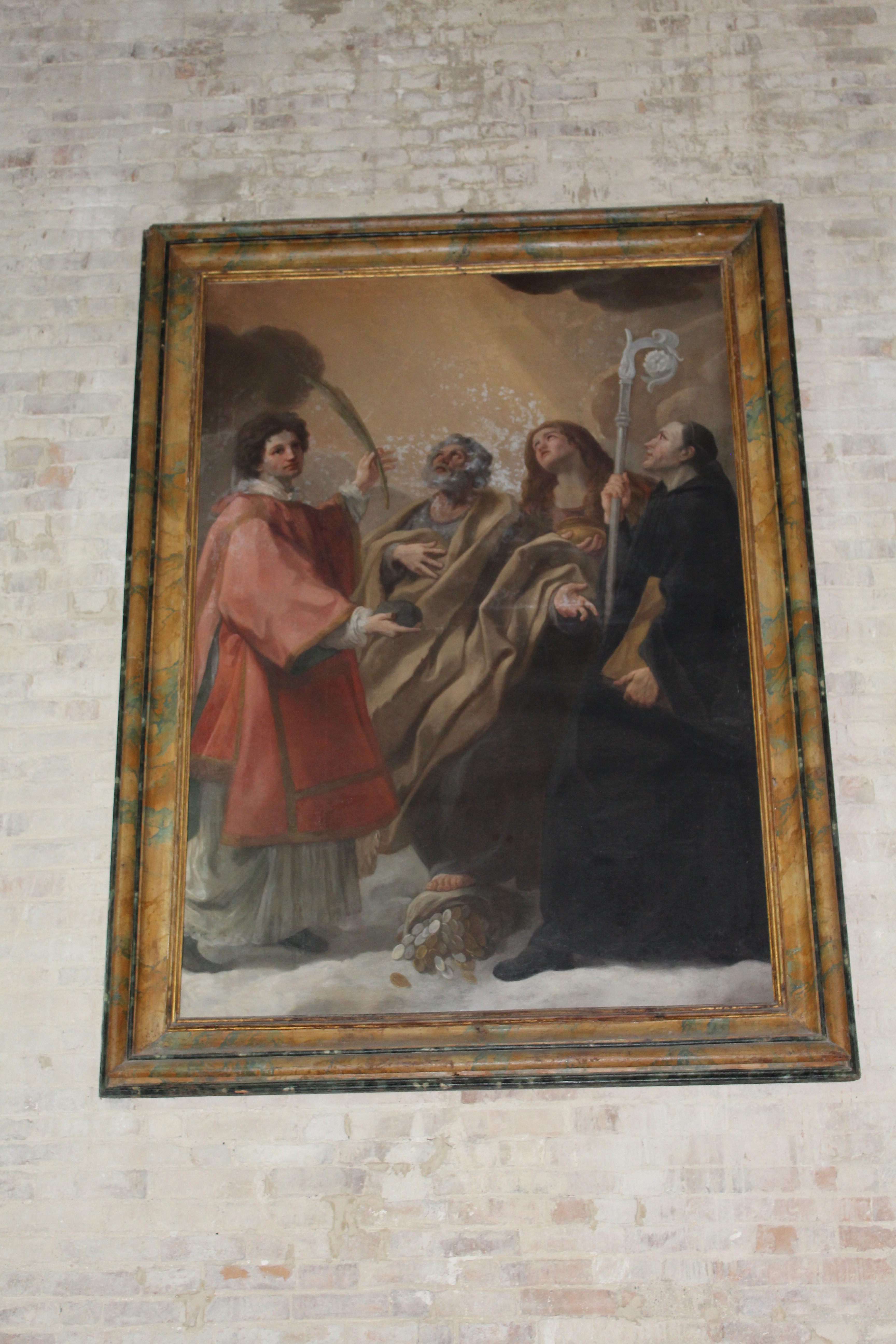
Il Diacono Santo Stefano con i Santi Pietro, la Maddalena e l'Abate committente

Osservando la lunetta si nota al centro un altorilievo, le cui figure furono ricavate da un tronco di un'antica statua. Nel piano superiore di esso si trova al centro la figura di Gesù sulla croce, con il corpo come quello di un bambino e con un'espressione priva di sofferenza (non ci sono i segni dei chiodi nelle mani e nei piedi e neanche la ferita nel costato). Inoltre Cristo presenta sul capo, a grandezza naturale, la corona regale e ha un volto giovanile con occhi sbarrati e folte sopracciglia. A sinistra della croce è posizionata una figura femminile che indossa il peplo dalla ampie pieghe; con la mano destra stringe un vasetto, mentre della mano sinistra si vedono solo le dita. Questo personaggio potrebbe essere la Maddalena, che è rappresentata in piedi sotto la croce con il vasetto di olio per annunciare la Resurrezione di Cristo. A destra invece è rappresentato l'evangelista Giovanni, al quale era dedicata fin dall'inizio questa chiesa. Nel piano inferiore dell'altorilievo la Vergine in trono sostiene con il braccio sinistro, secondo il modello orientale, il fanciullo Gesù con la mano destra alzata benedicente. La Madonna indossa le vesti e il manto lunghi fino ai piedi; il volto è identico a quello del Figlio. Sul capo, la corona regale è ornata da cinque forellini che riproducono la croce. A sinistra di essa c'è un monaco che indica ai viandanti la Madonna e il Figlio che regna sulla croce. Sopra la lunetta si trova un'aquila (simbolo dell'evangelista Giovanni) che afferra con gli artigli un felino: ciò sta a indicare il dominio sul peccato e sulla morte. 
Nella parte superiore della facciata si trova l'ampia finestra, ricostruita com'era precedentemente secondo il modello ravennate, per permettere l'ingresso di tanta luce. Sul culmine della facciata si trova la croce, originaria della Chiesa di San Giovanni, con i bracci che terminano a coda di rondine. Inoltre la scritta INRI è stata aggiunta nel 2002 ed è convessa perché indica la corona regale di Cristo ell'altorilievo.
A destra, attaccato alla chiesa, si trova un edificio aggiunto alla fine del 1700, quando la chiesa era amministrata da Abati commendatari. In precedenza invece, vi era il refettorio dal quale si poteva accedere solamente da una rampa di scale esterna. Risalgono sempre al XVIII secolo il cornicione e i muri dell'edificio situato a sinistra della chiesa. In quest'ultimo il pianoterra era adibito a biblioteca e scrittorio per i monaci, mentre le stanze del piano superiore ad abitazione.

### Interno

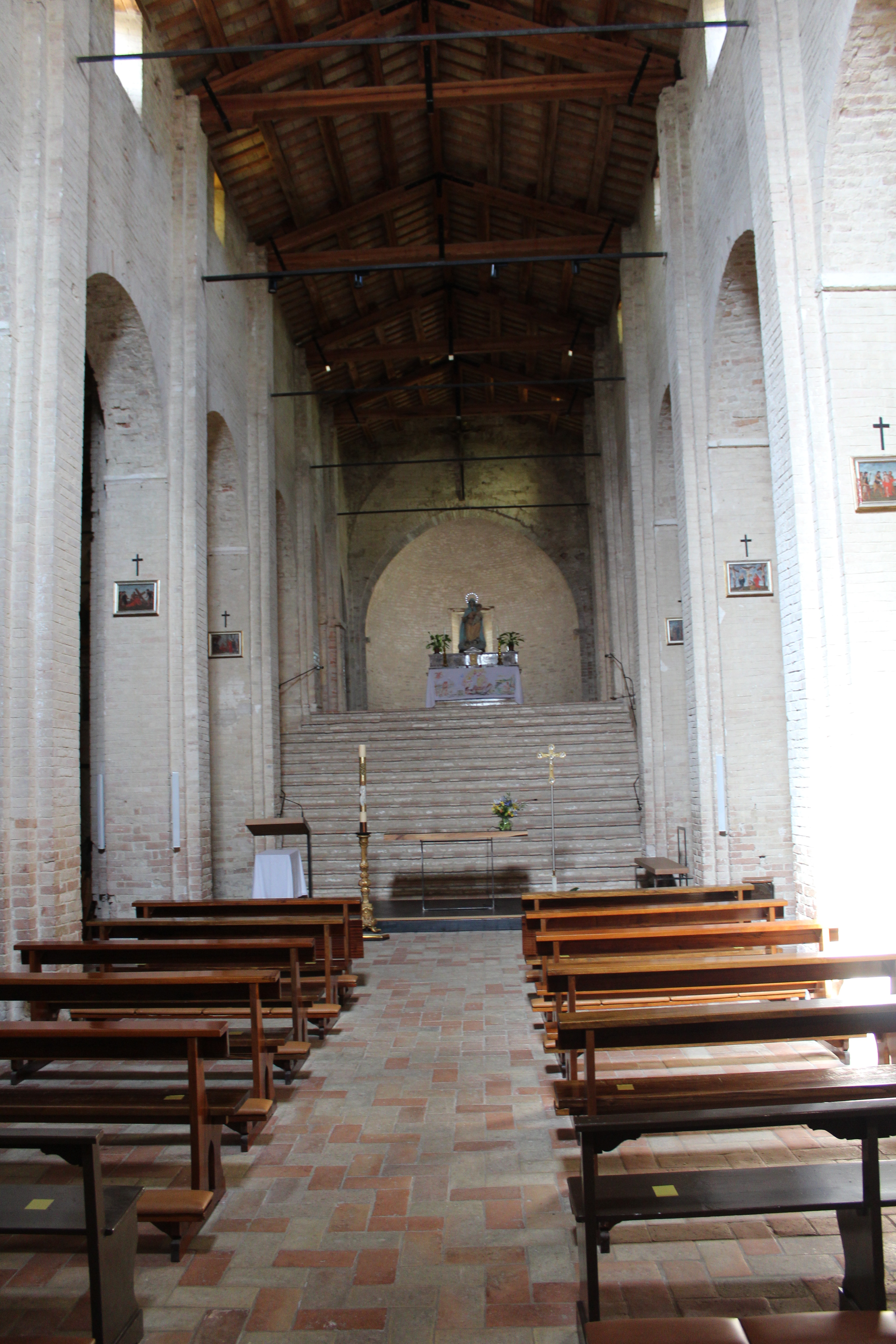
Interno della Chiesa di San Firmano

L'Abbazia di San Firmano è rivolta verso Oriente e presenta una pianta rettangolare a tre navate concluse da absidi circolari. L'interno si nota per l'ampiezza della navata mediana, lungo la quale si allineano 12 pilastri (come gli apostoli) che sostengono archi a tutto sesto. Al termine della navata, posto su un'alta e ripida scalinata costruita dopo il 1726, si trova l'altare con sopra la statua della Madonna della Scala (questo titolo le fu dato in occasione dello straripamento del fiume Potenza nel Dicembre del 1999). 
Il soffitto è a capriate, tipica copertura delle basiliche ravennati. Nella chiesa si osservano elementi di stile Bizantino-Ravennate e Romanico-Gotico che si armonizzano a vicenda. Osservando la planimetria della chiesa si può notare come il portale si trovi esattamente al centro della facciata sia esterna che interna; ma una volta entrati, il portale risulta decentrato rispetto all'asse della navata centrale. Infatti le pareti a destra e a sinistra dell'ingresso hanno un'ampiezza diversa tra loro (circa 50 cm). Inoltre nella lunetta interna situata sopra il portale, si trova il tronco di una statua.
Gli elementi artistici della chiesa sono:
- sui 12 pilastri sono appesi i 14 quadri rappresentanti la "Via Crucis" (olio su tela, 1600)Affresco "Madonna in trono con il Bambino che benedice San Firmano e a destra San Sebastiano"

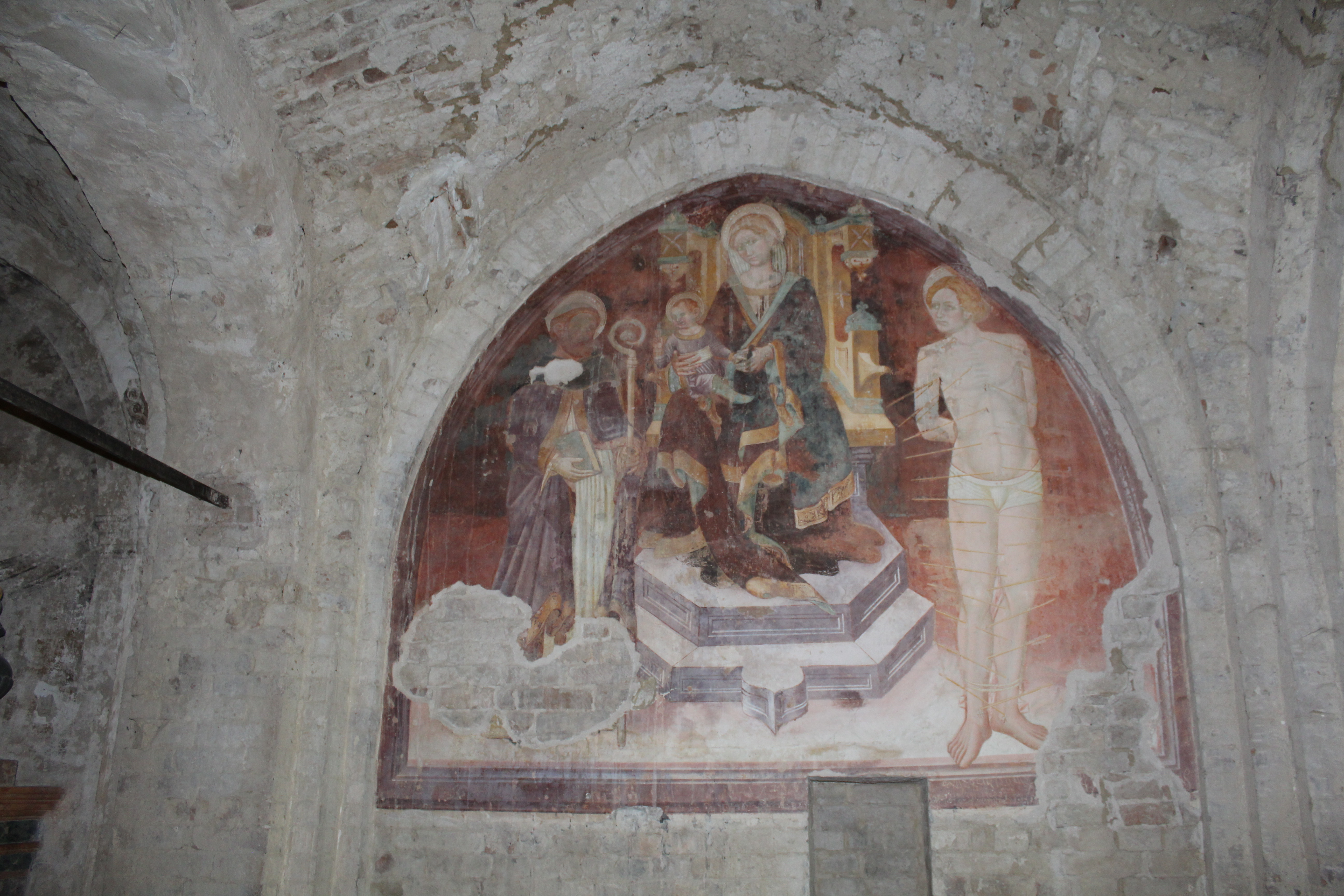
Affresco "Madonna in trono con il Bambino che benedice San Firmano e a destra San Sebastiano"

- sulla parete della navata sinistra si trova un grande quadro con una cornice massiccia, che rappresenta il Diacono Santo Stefano con i Santi Pietro, la Maddalena e l'Abate committente (Carlo Maratta da Camerano, 1600). Il primo ha sulla mano sinistra la palma della vittoria e sulla destra la pietra del martirio; la Maddalena tiene sulla mano destra il vasetto di alabastro; infine Pietro appoggia il piede sopra un sacco di monete che indica la condanna della "simonia".
- nella parete della navata sinistra del piano superiore, si può notare l'affresco del 1400 attribuito a Giacomo da Recanati. Qui la Vergine sostiene con la mano destra il Fanciullo che benedice, mentre con la sinistra stringe una rondinella, simbolo della primavera e quindi della resurrezione; a sinistra si trova l'Abate Firmano con l'aureola e gli abiti pontificali (alba, pidiale e pastorale nella mano sinistra e il libro nella destra); infine a destra c'è il martirio di San Sebastiano.
- Vicino all'affresco c'è la tomba della famiglia Galantara (1859) realizzata con marmi pregiati.

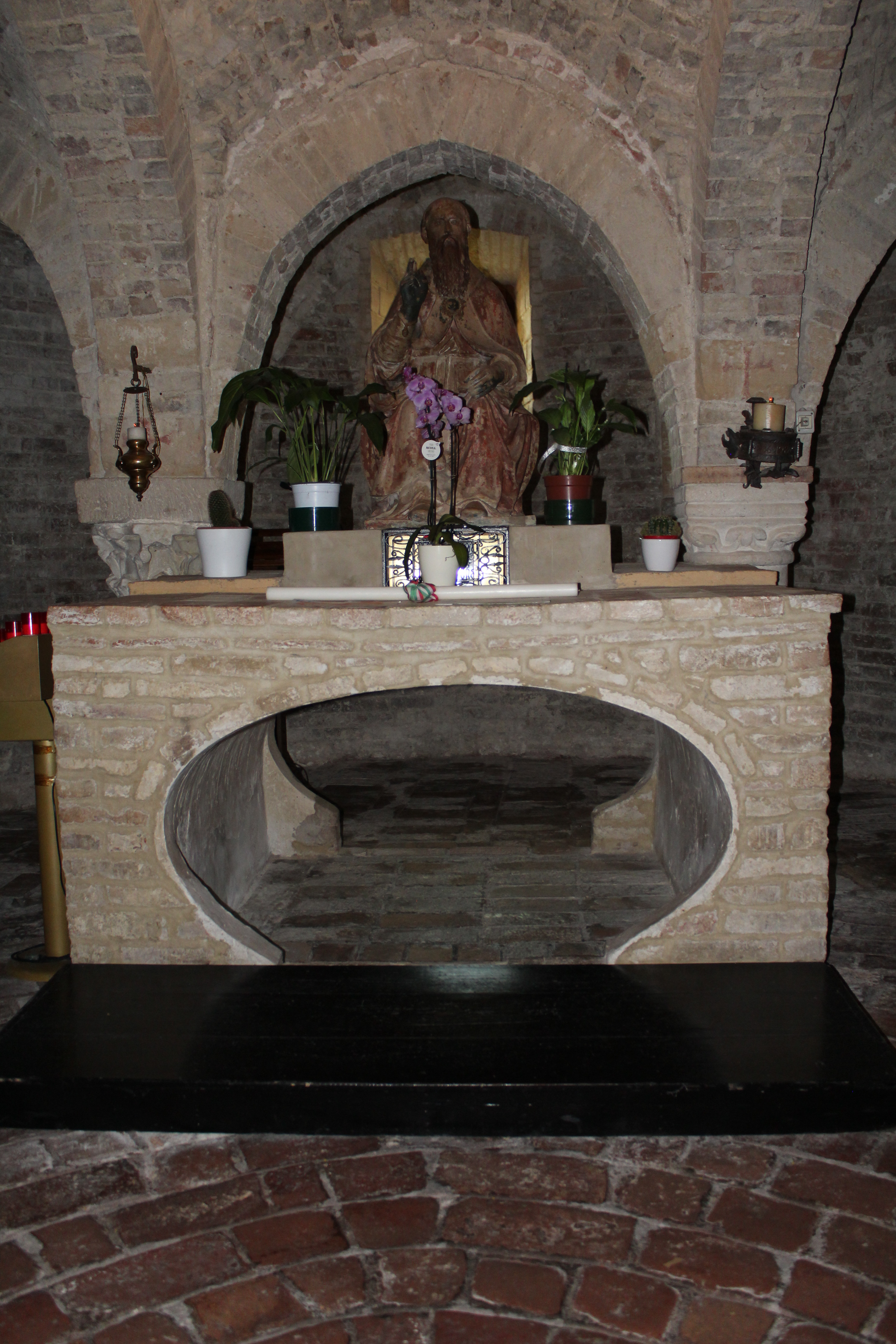
Altare della Cripta, Chiesa di San Firmano

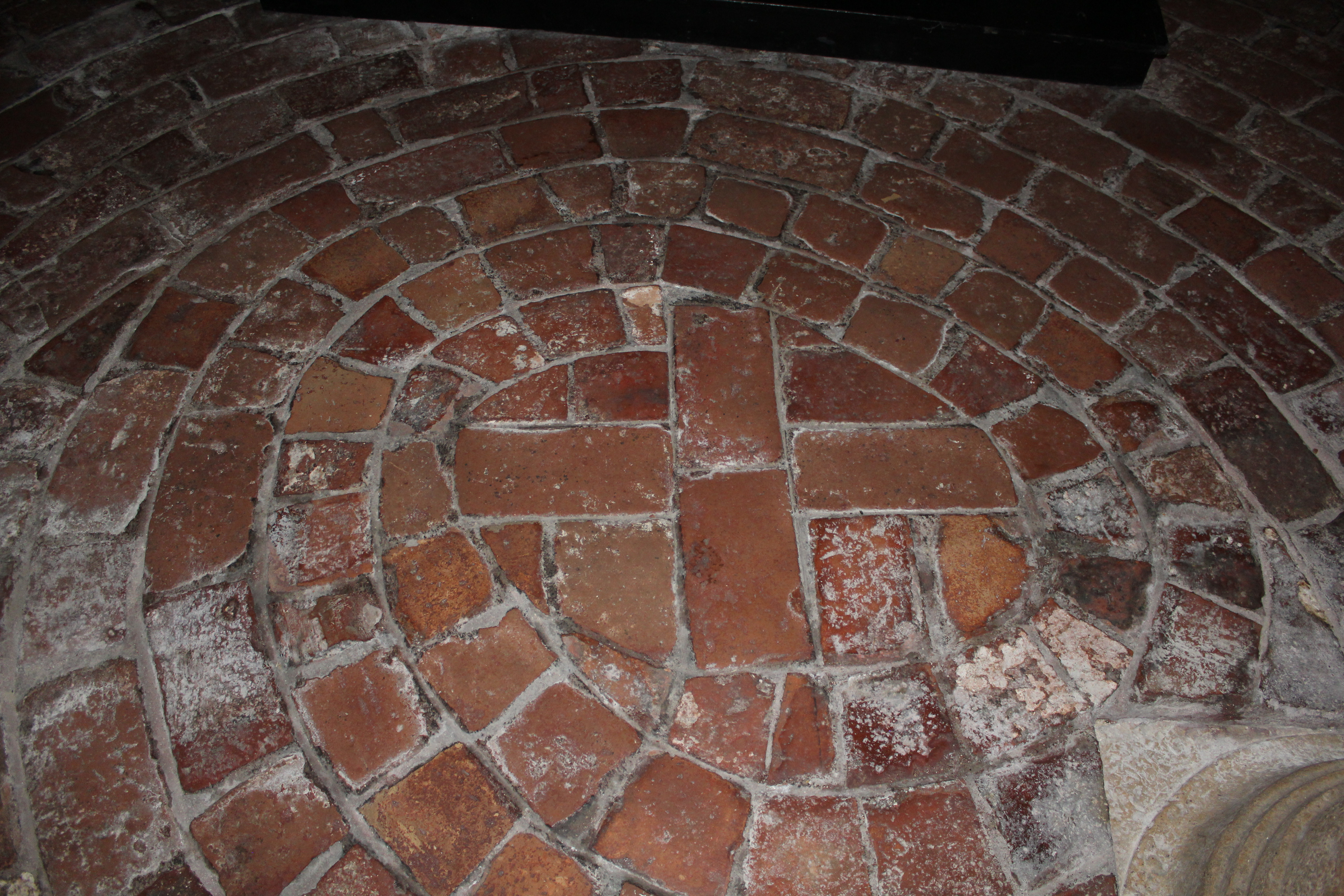
Pavimento della Cripta della Chiesa di San Firmano

### Cripta
Attraverso due porte è possibile accedere alla cripta, la quale fu ricavata dalla precedente Chiesa di San Giovanni Evangelista nel 1248. La cripta presenta una copertura del soffitto con volte a vela che riprende lo stile romanico-gotico. In particolare si può osservare sul pavimento realizzato intorno al 1700, la presenza di una croce greca dalla quale partono due bracci che si allargano in cerchi concentrici. Ciò sta a simboleggiare la centralità cosmica della morte e della Resurrezione di Cristo. La cripta è inoltre costituita da cinque "navatelle" formate da due grandi pilastri laterali e da quattro colonne, che presentano modelli architettonici diversi: quelle a sinistra richiamano l'arte greca, mentre quelle di destra l'arte esotica.
Al centro della chiesa inferiore è situato un altare sostenuto da un arco sotto il quale i fedeli passano per nove volte consecutive per essere liberati, secondo la tradizione, dal mal di ossa. Sopra l'altare è collocata la statua in terracotta di San Firmano risalente al XV secolo e le reliquie. Dando le spalle all'altare si possono vedere le tracce delle tre porte murate che, prima della realizzazione della scalinata superiore, permettevano l'accesso alla cripta. 
All'esterno dell'Abbazia si può percorrere una breve stradina realizzata nel 2008. Essa richiama la forma di un fiume, dove nei suoi argini si possono leggere le parole del profeta Ezechiele: "Vidi l'acqua uscire dal lato destro del tempio e tutti coloro ai quali giungerà quest'acqua, vivranno" (Ez. 47,1.9) .  Questo "fiume", che attraversa la piazza e i giardini,  si ricollega alle spirali della croce situata nella cripta.